# Verhojansko gorje
Verhojansko gorje (rus. Верхоянский хребет, Verkhojanskiy Khrebet; Jakutski Үөһээ Дьааҥы сис хайата, Üöhee Chaangy sis khaĭata) je planinski lanac u Republici Jakutija, Rusija u blizini naselja Verkhojansk, dobro poznatog po svojoj hladnoj klimi. Dio je Istočnosibirskih planina.
Gorje leži zapadno od granice euroazijske i sjevernoameričke tektonske ploče. Nastalo je naboranjem i predstavlja antiklinalu.
Verhojansko gorje bilo je prekriveno ledenjacima tijekom posljednjeg ledenog doba, a planine u sjevernom dijelu, kao što je planinski lanac Orulgan, prikazuju tipičan alpski reljef.
U planinama postoje nalazišta ugljena, srebra, olova, kositra i cinka.

## Geografija
Gorje se uzdiže od obala zaljeva Buor-Khaja na sjeveru, proteže se  prema jugu i prostire se na otprilike 1000 km preko Jakutije, istočno od središnje Jakutske nizine i zapadno od Gorja Čerskoga, dosežući visoravan Lena na jugu i visoravni Yudoma-Maya na jugoistoku. Čini golem luk između rijeka Lene i Aldan na zapadu i rijeke Jana na istoku.
Verhojanski lanac ima veće jugoistočno produženje, lanac Suntar-Khayata, koji se povremeno smatra zasebnim sustavom raspona. Tako je najviši vrh raspona u ograničenom zemljopisnom smislu neimenovanih 2.409 metara visoki vrh u lancu Orulgan. Ulakhan-Bom, najviši vrh 1,600 metara, Sette-Daban, najviši vrh 2.012 metara, Skalisty Range (Rocky Range), najviši vrh 2.017 metara, nalaze se na južnom kraju i također su smatrani zasebnim lancima u klasičnim geografskim djelima. Ova dva područja istražio je 1934. geolog Jurij Bilibin (1901.—1952.) zajedno s rudarskim inženjerom Evgenijem Bobinom (1897.—1941.) tijekom ekspedicije koju je poslala vlada Sovjetskog Saveza. Nakon provođenja prvog topografskog snimanja područja Bilibin je utvrdio da planinski lanci Skalisty i Sette-Daban pripadaju planinskom sustavu Verkhoyansk. Bilibin i Bobin su također po prvi put istražili gorje Yudoma-Maya, koje se nalazi jugoistočno od lanca Ulakhan-Bom/Sette-Daban/Skalisty.
|  |  |

## Hidrografija
Gorski sustav Verkhojansk odvaja slijevove rijeke Lene na zapadu i jugozapadu i Omoloja i Jane na istoku i sjeveroistoku. Duboko je usječen riječnim međuplaninskim nizinama. Na jugu se nalazi dolina Aldana, gdje rijeka pravi široki zavoj.
S istočnih padina teku rijeke Dulgalakh i Sartang, koje tvore rijeku Janu sjevernije, kao i njezine pritoke Bytantay, Nelgese, Derbeke i Baky, između ostalih.
Rijeke u planinskim područjima obično su zaleđene između rujna i svibnja.

## Klima i flora
U ovoj regiji zabilježene su najniže svjetske temperature za naseljena mjesta, a veći dio godine postoji prilično dubok snježni pokrivač.
Gorje je dom je alpske tundre u kojoj žive razne vrste mahovina i lišajeva. Na glatkim padinama nalaze se neke rijetke šume uglavnom ariša i patuljastog sibirskog bora.

## Vanjske poveznice
|  | Zajednički poslužitelj ima još gradiva o temi Verhojansko gorje |

- NASA picture
- Chapter 5 Precambrian of the Cover - ScienceDirect